# إيفانز هانتر
إيفانز ني أوما هانتر (بالإنجليزية: Evans Hunter)‏ (تُوفيّ في الرابع من حزيران/يونيو 2013) كان ممثلًا ومنتجًا ومخرجًا وكاتبًا غانيًا مخضرمًا ساهم في نمو صناعة السينما والمسرح.

## المسيرة المهنيّة
كان إيفانز هانتر رئيسًا لنقابة الممثلين الغانيين (GAG) من عام 1989 إلى عام 1996 كما كان مؤسسًا للهيئة الفنية لتوعية الجمهور (بالإنجليزية: Audience Awareness Artistic Organization)‏. ظهر إيفانز هانتر في فيلمِ كينج أمباو الذي صدر تحتَ عنوان كاكورانتومي: الطريقُ إلى أكرا (بالإنجليزية: Kukurantumi- Road To Accra)‏ كما لعبَ دورًا مهمًا في مسرحيةٍ لكواو أنساه بعنوان دموع الأم (بالإنجليزية: A Mother's Tears)‏.

## قائمة أعماله
هذه قائمةٌ بأبرز أعمال هانتر:
- كوكورانتومي (بالإنجليزية: Kukurantumi)‏
- لا وقت للموت (بالإنجليزية: No Time To Die)‏
- أما (بالإنجليزية: Ama)‏
- تراث أفريقيا (بالإنجليزية: Heritage Africa)‏
- جزيرة فورتشن (بالإنجليزية: The Fortune Island)‏
- وصية (بالإنجليزية: Testament)‏
- نانا أكوتو (بالإنجليزية: Nana Akoto)‏